# Badminton World Cup
Der World Cup im Badminton war eine hochrangige Turnierserie und wurde von 1979 bis 1997 ausgetragen. Nach einer siebenjährigen Pause fand er 2005 und 2006 erneut, beide Male jedoch als Einladungsturnier, statt.

## Austragungsorte
| Jahr | Ort             | Land                |
| ---- | --------------- | ------------------- |
| 1979 | Tokio           | Japan               |
| 1980 | Kyōto           | Japan               |
| 1981 | Kuala Lumpur    | Malaysia            |
| 1982 | Kuala Lumpur    | Malaysia            |
| 1983 | Kuala Lumpur    | Malaysia            |
| 1984 | Jakarta         | Indonesien          |
| 1985 | Jakarta         | Indonesien          |
| 1986 | Jakarta         | Indonesien          |
| 1987 | Kuala Lumpur    | Malaysia            |
| 1988 | Bangkok         | Thailand            |
| 1989 | Guangzhou       | Volksrepublik China |
| 1990 | Bandung/Jakarta | Indonesien          |

| Jahr | Ort               | Land                |  |
| ---- | ----------------- | ------------------- |  |
| 1991 | Macau             | Macau               |  |
| 1992 | Guangzhou         | Volksrepublik China |  |
| 1993 | Neu-Delhi         | Indien              |  |
| 1994 | Ho-Chi-Minh-Stadt | Vietnam             |  |
| 1995 | Jakarta           | Indonesien          |  |
| 1996 | Jakarta           | Indonesien          |  |
| 1997 | Yogyakarta        | Indonesien          |  |
|      |                   |                     |  |
| 2005 | Yiyang            | Volksrepublik China |  |
| 2006 | Yiyang            | Volksrepublik China |  |

## Sieger
| Jahr | Herreneinzel     | Dameneinzel              | Herrendoppel                            | Damendoppel                      | Mixed                         |
| ---- | ---------------- | ------------------------ | --------------------------------------- | -------------------------------- | ----------------------------- |
| 1979 | Liem Swie King   | Lene Køppen              | Ade Chandra Christian Hadinata          | Emiko Ueno Yoshiko Yonekura      | nicht ausgetragen             |
| 1980 | Liem Swie King   | Lene Køppen              | Ade Chandra Christian Hadinata          | Atsuko Tokuda Yoshiko Yonekura   | nicht ausgetragen             |
| 1981 | Prakash Padukone | Chen Ruizhen             | nicht ausgetragen                       | nicht ausgetragen                | nicht ausgetragen             |
| 1982 | Liem Swie King   | Lene Køppen              | nicht ausgetragen                       | nicht ausgetragen                | nicht ausgetragen             |
| 1983 | Han Jian         | Han Aiping               | Park Joo-bong Kim Moon-soo              | Li Lingwei Han Aiping            | Martin Dew Gillian Gilks      |
| 1984 | Han Jian         | Li Lingwei               | Liem Swie King Hariamanto Kartono       | Lin Ying Wu Dixi                 | Thomas Kihlström Nora Perry   |
| 1985 | Icuk Sugiarto    | Li Lingwei               | Liem Swie King Hariamanto Kartono       | Lin Ying Wu Dixi                 | Christian Hadinata Ivanna Lie |
| 1986 | Icuk Sugiarto    | Li Lingwei               | Liem Swie King Bobby Ertanto            | Li Lingwei Han Aiping            | Eddy Hartono Verawaty Fajirn  |
| 1987 | Zhao Jianhua     | Li Lingwei               | Park Joo-bong Kim Moon-soo              | Li Lingwei Han Aiping            | Wang Pengren Shi Fangjing     |
| 1988 | Yang Yang        | Han Aiping               | Li Yongbo Tian Bingyi                   | Lin Ying Guan Weizhen            | Wang Pengren Shi Fangjing     |
| 1989 | Yang Yang        | Susi Susanti             | Park Joo-bong Kim Moon-soo              | Lin Ying Guan Weizhen            | Park Joo-bong Chung Myung-hee |
| 1990 | Wu Wenkai        | Sarwendah Kusumawardhani | Jalani Sidek Razif Sidek                | Yao Fen Lai Caiqin               | Rudy Gunawan Rosiana Tendean  |
| 1991 | Ardy Wiranata    | Huang Hua                | Jalani Sidek Razif Sidek                | Chung So-young Hwang Hye-young   | Rudy Gunawan Rosiana Tendean  |
| 1992 | Joko Suprianto   | Tang Jiuhong             | Cheah Soon Kit Soo Beng Kiang           | Yao Fen Lin Yanfen               | Rudy Gunawan Rosiana Tendean  |
| 1993 | Alan Budikusuma  | Susi Susanti             | Ricky Subagja Rexy Mainaky              | Lim Xiaoqing Christine Magnusson | Peter Axelsson Gillian Gowers |
| 1994 | Heryanto Arbi    | Susi Susanti             | Cheah Soon Kit Soo Beng Kiang           | Lili Tampi Finarsih              | Thomas Lund Catrine Bengtsson |
| 1995 | Joko Suprianto   | Ye Zhaoying              | Ricky Subagja Rexy Mainaky              | Eliza Nathanael Zelin Resiana    | Tri Kusharyanto Minarti Timur |
| 1996 | Dong Jiong       | Susi Susanti             | Denny Kantono S. Antonius Budi Ariantho | Ge Fei Gu Jun                    | Sandiarto Minarti Timur       |
| 1997 | Sun Jun          | Susi Susanti             | Ricky Subagja Rexy Mainaky              | Ge Fei Gu Jun                    | Liu Yong Ge Fei               |
| 2005 | Lin Dan          | Xie Xingfang             | Cai Yun Fu Haifeng                      | Yang Wei Zhang Jiewen            | Xie Zhongbo Zhang Yawen       |
| 2006 | Lin Dan          | Wang Yihan               | Markis Kido Hendra Setiawan             | Gao Ling Huang Sui               | Nova Widianto Liliyana Natsir |